# Франклин (Арканзас)
Франклин (англ. Franklin) — город, расположенный в округе Изард (штат Арканзас, США) с населением в 198 человека по статистическим данным переписи 2010 года.

## География
По данным Бюро переписи населения США город Франклин имеет общую площадь в 5,18 квадратных километров, водных ресурсов в черте населённого пункта не имеется.
Франклин расположен на высоте 191 метр над уровнем моря.

## Демография
По данным переписи населения 2000 года во Франклине проживало 184 человека, 52 семьи, насчитывалось 80 домашних хозяйств и 89 жилых домов. Средняя плотность населения составляла около 34,7 человека на один квадратный километр. Расовый состав Франклина по данным переписи распределился следующим образом: 97,83 % белых, 1,09 % — коренных американцев, 1,09 % — других народностей. Испаноговорящие составили 2,72 % от всех жителей города.
Из 80 домашних хозяйств в 23,8 % — воспитывали детей в возрасте до 18 лет, 50,0 % представляли собой совместно проживающие супружеские пары, в 7,5 % семей женщины проживали без мужей, 35,0 % не имели семей. 31,3 % от общего числа семей на момент переписи жили самостоятельно, при этом 25,0 % составили одинокие пожилые люди в возрасте 65 лет и старше. Средний размер домашнего хозяйства составил 2,30 человек, а средний размер семьи — 2,81 человек.
Население города по возрастному диапазону по данным переписи 2000 года распределилось следующим образом: 21,7 % — жители младше 18 лет, 11,4 % — между 18 и 24 годами, 27,2 % — от 25 до 44 лет, 21,7 % — от 45 до 64 лет и 17,9 % — в возрасте 65 лет и старше. Средний возраст жителей составил 38 лет. На каждые 100 женщин во Франклине приходилось 85,9 мужчин, при этом на каждые сто женщин 18 лет и старше приходилось 94,6 мужчин также старше 18 лет.
Средний доход на одно домашнее хозяйство в городе составил 19 750 долларов США, а средний доход на одну семью — 26 250 долларов. При этом мужчины имели средний доход в 20 341 доллар США в год против 19 167 долларов среднегодового дохода у женщин. Доход на душу населения в городе составил 13 434 доллара в год. 13,5 % от всего числа семей в округе и 19,6 % от всей численности населения находилось на момент переписи населения за чертой бедности, при этом 17,6 % из них были моложе 18 лет и 34,1 % — в возрасте 65 лет и старше.